# El Mirador, Arcelia
El Mirador är en ort i Mexiko.   Den ligger i kommunen Arcelia och delstaten Guerrero, i den södra delen av landet, 170 km sydväst om huvudstaden Mexico City. El Mirador ligger 437 meter över havet och antalet invånare är 105.
Terrängen runt El Mirador är huvudsakligen kuperad, men åt sydväst är den platt. Runt El Mirador är det ganska glesbefolkat, med 34 invånare per kvadratkilometer. Närmaste större samhälle är Arcelia, 8,3 km söder om El Mirador. Omgivningarna runt El Mirador är en mosaik av jordbruksmark och naturlig växtlighet.